# Liste der südafrikanischen Hochkommissare in Kanada
Das Hochkommissariat stellt die oberste diplomatische Vertretung eines Commonwealth Staates bei einem anderen dar. Geleitet wird das Hochkommissariat von einem Hochkommissar.

Der südafrikanische Hochkommissar in Kanada ist somit der oberste diplomatischen Vertreter seines Landes in Kanada und leitet das Hochkommissariat in Ottawa.

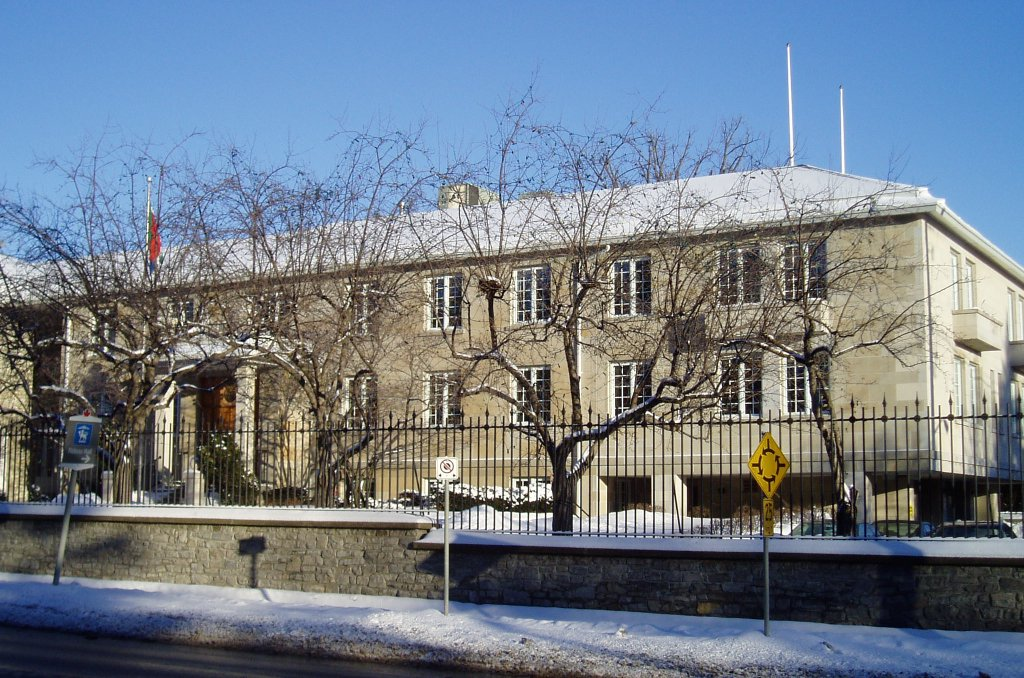
South African High Commission in 15 Sussex Street, Ottawa.

## Geschichte
Vom 31. Mai 1961 bis 1. Juni 1994, als Südafrika nicht dem Commonwealth of Nations (Referendum in Südafrika 1960) angehörte, waren die Leiter der Auslandsvertretung als Botschafter akkreditiert.

## Amtsinhaber

### Hochkommissare der Südafrikanischen Union, 1910–61
| Beginn der Amtszeit | Ende der Amtszeit | Amtsinhaber                     | Anmerkung |
| ------------------- | ----------------- | ------------------------------- | --------- |
| 1. Apr. 1938        | 8. Dez. 1944      | David de Waal Meyer             |           |
| 26. Juli 1945       | 19. Mai 1949      | Philippus Rudolph Viljoen       |           |
| 13. Aug. 1949       | 31. Dez. 1953     | Alfred Adrian Roberts           |           |
| 3. März 1954        | 1. Aug. 1956      | Wentzel Christoffel du Plessis  |           |
| 7. Nov. 1956        | 9. Jan 1959       | Jan Ruiter Jordaan              |           |
| 11. Apr. 1955       | 10. Sep. 1959     | Rober Kirsten                   |           |
| 1956                | 1961              | Charles Brothers Hilson Fincham |           |
| 25. Jun. 1960       | 30. Mai 1961      | Willem Dirkse-van-Schalkwyk     |           |

### Botschafter der Republik Südafrika, 1961–94
| Beginn der Amtszeit | Ende der Amtszeit | Amtsinhaber                  | Anmerkung |
| ------------------- | ----------------- | ---------------------------- | --------- |
| 31. Mai. 1961       | 30. Mai 1961      | Willem Dirkse-van-Schalkwyk  |           |
| 1. Sep. 1964        | 11. Nov. 1967     | Traugott Johannes Endemann   |           |
| 9. Feb. 1968        | 19. Mai 1970      | Barend Johannes van der Walt |           |
| 21. Juli 1970       |                   | Matthys Izak Botha           |           |
| 1973                | 1978              | Norman Johan Best            |           |
| 1983                | 1985              | Hendrik Albertus Geldenhuys  |           |
| 1985                | 1987              | Glenn Robin Ware Babb        |           |
| 1988                |                   | Johannes De Kleck            |           |

### Hochkommissare der Republik Südafrika, 1994–heute
| Beginn der Amtszeit | Ende der Amtszeit | Amtsinhaber                 | Anmerkungen |
| ------------------- | ----------------- | --------------------------- | ----------- |
| 1995                | 1999              | Billy Modise                | [ 1 ]       |
| 1999                | 2003              | Andre Jacquet               | [ 1 ]       |
| 2004                | 2005              | Theresa Mary Solomon        | [ 1 ]       |
| 2006                | 2010              | Abraham Nkomo               | [ 1 ]       |
| 2010                | 2011              | Mohau Pheko                 | [ 1 ]       |
| 2012                | 2016              | Membathisi Mdladlana        | [ 1 ]       |
| 2017                | 2021              | Sibongiseni Dlamini-Mntambo | [ 1 ]       |
| 2022                |                   | Rieaz Shaik                 | [ 2 ]       |